# Catatemnus concavus
Catatemnus concavus är en spindeldjursart som först beskrevs av With 1906.  Catatemnus concavus ingår i släktet Catatemnus och familjen Atemnidae. Inga underarter finns listade i Catalogue of Life.